# Polarringbuk
Polarringbuk (Liparis fabricii), en fisk i familjen ringbukar som lever i Norra ishavet och angränsande vatten.

## Utseende
Polarringbuken har en mjuk, geléartad hud utan fjäll, och en sugskiva på buken som bildats av de omvandlade bukfenorna. Stjärt- rygg- och analfenorna är sammanvuxna. Fisken har fyra näsborrar med hudflikar som pekar framåt. Kroppen är färgad i ljusare och mörkare brunt. Bröstfenorna har mellan 3 och 5 brunröda, vertikala linjer. Hanen kan bli 20 cm lång, honan knappt 13 cm.

## Vanor
Arten är en bottenfisk som lever vid gyttjebottnar på mellan 12 och 1 800 meters djup, där den lever på maskar och kräftdjur, även frisimmande sådana.

## Utbredning
Polarringbuken lever cirkumpolärt i Norra ishavet samt i norra Atlanten från Kanada och Grönland via Spetsbergen till norra Barents hav.